# Omphale gracilicornis
Omphale gracilicornis är en stekelart som först beskrevs av Christer Hansson 1987.  Omphale gracilicornis ingår i släktet Omphale och familjen finglanssteklar. Inga underarter finns listade i Catalogue of Life.